# Marcel Tschopp
Marcel Tschopp (* 28. April 1974 in Ruggell) ist ein liechtensteinischer Langstreckenläufer und Arzt.

## Karriere
2002 wurde Tschopp an der Universität Zürich zum Doktor der Medizin promoviert.
Als Teilnehmer der Halbmarathon-Weltmeisterschaften belegte er 2004 in New Delhi Platz 75 und 2005 in Edmonton Platz 72.
2007 belegte er beim London-Marathon den 22. Platz in 2:26:56 h. Er qualifizierte sich damit für den Marathon der Leichtathletik-Weltmeisterschaften 2007 in Osaka. Bei schwüler Hitze belegte er dort in 2:33:42 h den 47. Platz unter 57 Läufern, die ins Ziel kamen (28 Läufer mussten aufgeben).
Beim Zürich-Marathon 2008 kam er auf den 16. Platz und unterbot mit 2:24:10,5 h das nationale Olympialimit um eine halbe Sekunde. Er repräsentierte damit als einer von zwei Athleten und einziger Leichtathlet Liechtenstein bei den Spielen in Peking, wo er in 2:35:06 h den 74. Platz belegte.
An den Olympischen Sommerspielen 2012 in London belegte er mit einer Laufzeit von 2:28:54 h den 75. Platz.

## Erfolge

### Leichtathletik
| Jahr | Wettkampf                             | Ort                         | Rang | Disziplin    | Ergebnis (h) |
| ---- | ------------------------------------- | --------------------------- | ---- | ------------ | ------------ |
| 2004 | Halbmarathon-Weltmeisterschaften      | New Delhi, Indien           | 75   | Halbmarathon | 1:16:45      |
| 2005 | Halbmarathon-Weltmeisterschaften      | Edmonton, Kanada            | 72   | Halbmarathon | 1:13:57      |
| 2007 | Spiele der kleinen Staaten von Europa | Fontvieille, Monaco         | 5    | 5000 m       | 15:41,58     |
| 2007 | Spiele der kleinen Staaten von Europa | Fontvieille, Monaco         | 6    | 10'000 m     | 32:32,81     |
| 2007 | Weltmeisterschaft                     | Osaka, Japan                | 47   | Marathon     | 2:33:42      |
| 2008 | Olympische Sommerspiele               | Peking, China               | 74   | Marathon     | 2:35:06      |
| 2009 | Halbmarathon-Weltmeisterschaften      | Birmingham, Grossbritannien | 88   | Halbmarathon | 1:10:28      |
| 2010 | Leichtathletik-Europameisterschaften  | Barcelona, Spanien          | 39   | Marathon     | 2:37:14      |
| 2011 | Spiele der kleinen Staaten von Europa | Schaan, Liechtenstein       | 5    | 5000 m       | 15:48,15     |
| 2011 | Spiele der kleinen Staaten von Europa | Schaan, Liechtenstein       | 4    | 10'000 m     | 32:44,74     |
| 2012 | Olympische Sommerspiele               | London, Grossbritannien     | 75   | Marathon     | 2:28:54      |

### Orientierungslauf
| Jahr | Wettkampf                             | Ort                      | Rang | Disziplin        | Ergebnis |
| ---- | ------------------------------------- | ------------------------ | ---- | ---------------- | -------- |
| 2003 | Orientierungslauf-Weltmeisterschaften | Rapperswil-Jona, Schweiz | 28   | Sprint           | 14:27,9  |
| 2003 | Orientierungslauf-Weltmeisterschaften | Rapperswil-Jona, Schweiz | 20   | Middle Qualifier | 26:46    |
| 2012 | Orientierungslauf-Weltmeisterschaften | Lausanne, Schweiz        | 28   | Sprint Qualifier | 15:17    |
| 2012 | Orientierungslauf-Weltmeisterschaften | Lausanne, Schweiz        | 23   | Long Qualifier   | 75:08    |